# Богунов, Сергей Анатольевич
Сергей Анатольевич Богунов (укр. Сергі́й Анато́лійович Богуно́в; род. 1 августа 1973, Волынская область, УССР, СССР) — советский и украинский футболист, игравший на позиции защитника и полузащитника. По завершении игровой карьеры — футбольный тренер. Известен прежде всего по выступлениям за футбольный клуб «Волынь», где занимает 15 место среди всех игроков клуба по количеству проведённых матчей — 242 матча в первенствах СССР и Украины, и кубковых матчах.

## Клубная карьера
Сергей Богунов начал занятия футболом в ДЮСШ города Рожище, и первым его тренером был известный в прошлом футболист «Волыни» Степан Наконечный. Непродолжительное время футболист выступал за местную любительскую команду «Ферммаш», и в 17 лет дебютировал за основу луцкой команды мастеров «Волынь» в 1990 году, когда «лучане» играли в буферной зоне второй лиги. В первом сезоне за команду мастеров молодой футболист сыграл 7 матчей. В следующем сезоне стал игроком основного состава «Волыни», и сыграл уже 34 матча за клуб в буферной зоне в последнем чемпионате СССР, в которых отметился 2 забитыми мячами.
Сергей играл также в дебютном сезоне чемпионата Украины в составе «крестоносцев», которые дебютировали в высшей лиге, и сыграл в первом чемпионате Украины 6 матчей. Футболист играл за луцкий клуб в течение первых 5 сезонов пребывания «лучан» в высшей лиге, а также и первые три сезона луцкого клуба в первой лиге, куда «Волынь» выбыла по итогам сезона 1995/1996. В течение всего этого времени был игроком основного состава команды. Последние матчи за луцкий клуб сыграл в сезоне 1998/1999, в котором он выходил на поле 18 раз.
В дальнейшем играл за луцкий любительский клуб «Подшипник», позже за клуб из Золочева — «Сокол», сначала на любительском уровне, а в сезоне 2000/2001 года — во второй украинской лиге. По окончании выступлений за золочевский клуб несколько лет выступал за любительские клубы Волыни и Ровенщины — «Прибор» (Луцк), «Явор» (Цумань), ОДЕК (Оржев), после чего окончательно завершил карьеру футболиста.

## Выступления за сборные
В 1993 году дебютировал в составе молодёжной сборной Украины. В составе молодёжной сборной сыграл в одной игре, выйдя на замену в товарищеском матче против сборной Молдавии.

## Карьера тренера
После завершения карьеры футболиста Сергей Богунов работает тренером в ДЮФШ «Волынь», а также избран заместителем председателя Луцкой городской федерации футбола.